# SiSりんくうタワー
SiSりんくうタワー（英: SiS Rinku Tower）は、大阪府泉佐野市りんくう往来北にある超高層ビル。高さ256.1mで、2023年現在、日本で5番目の高さである。2019年10月まではりんくうゲートタワービルという名称であった。

## 概要
総工費は約659億円で、「インテリジェントオフィス」（賃貸形式の事務所）・同時通訳設備を持った800平方メートルの「国際会議場」・「ホテル」などで構成される。超高層ビルの中では麻布台ヒルズ森JPタワー(東京都港区、325.2m)、あべのハルカス（大阪市阿倍野区、300.0m）、横浜ランドマークタワー（横浜市、296.3m）、虎ノ門ヒルズステーションタワー(東京都港区、266m)についで日本で5番目に高い。
建設当初は、大阪市が建設していた大阪南港のWTCビル（現在の大阪府咲洲庁舎、256.0m）と高さを競い、最終的には0.1m差で上回った。
6階にりんくう国際会議場（RICC）と通常の会議場、7階はセントラルスポーツによるプールを併設したフィットネスクラブ、9階に展示場があり、8階・10階から26階はインテリジェントオフィスとなっている。1階 - 6階の一部区画と28階 - 54階はホテルとなっており、当初「全日空ゲートタワーホテル大阪」として営業されてきたが2011年6月30日をもって営業を終了。その後、7月1日にエスフーズと代表者が同一の飲食店運営会社ダンシンダイナーに事業譲渡され、7月12日に「スターゲイトホテル関西エアポート」として再オープンした。
運営会社で大阪府の第三セクター法人のりんくうゲートタワービル株式会社が会社更生法の適用を申請し破綻したため、2005年12月以降はビルメンテナンス・不動産管理会社ビケンテクノの子会社、ベスト・プロパティが管理・運営を行っている。
その後2012年12月に、香港に拠点を置く、英領バミューダ籍の不動産投資会社「新龍国際（SiS International Holdings）」グループの特定目的会社が、約30億円で買収した。
2019年12月以降はオフィス部分のうち15階・16階・19～24階・26階がホテルとして改装され、運営会社が異なる複数のホテルが同一の建物に入居する状態となっている。

## 経過
バブル経済期にりんくうタウンが造成されたが、バブル崩壊へと傾いた1992年頃には関西財界（住友グループ・日本生命・サントリーなど）や三井不動産・伊藤忠商事などが計画したりんくうタウンでの高層ビル建設計画は全て頓挫した。そのため、大阪府主体で着工された当ビルが、バブル期の計画によって竣工した唯一の物件である（但し、当初は関西国際空港連絡橋を挟んで南側にも同じデザインの超高層ビルを建設し、名前の通りゲートを模したツインビルとして計画されていたが、片棟（北側）のみの竣工となっている。また当初の高さは1フロア分高い260mの予定だった）
しかしながら、開業が1996年秋にずれ込み、交通網は充実していたものの、2年前に開港した関西国際空港は利用客低調が浮き彫りとなっており、また大阪市内からほど遠いためオフィスは空室が目立った。賃料収入が低調で開業以来毎年赤字の状態が続いたため、1999年頃からはパスポートセンターや大阪府の事務所を入居させ、賃料収入を下支えする策が行われている。
当時西日本最高層が売りで、地域最大規模のキャパシティを誇るホテルも累積赤字を膨らませ、2005年1月にホテル経営会社であるゲートタワーホテル社が特別清算（負債額77億円）を実施。その親会社で債権の連帯保証を抱えていたりんくうゲートタワービル社は同年4月に会社更生法の適用を申請し認可された。負債額は約463億円（累積赤字は2004年度で約623億円）である。その後、新生銀行とケネディクスの企業連合がスポンサーとなり、45億円という総工費・負債額の10%未満の価格で、建物が売却された（ゲートタワービル社は更生手続終結まで存在する見込みである）。
大阪府の支援策として、府関係事務所などはそのまま入居を続け、無利子で融資した63億円全額を債権放棄し、さらに公共性の高い「国際会議場」と「てんぼーるりんくう」の運営維持のために、同じ第三セクターの「財団法人大阪府臨海・りんくうセンター」（→りんくうタウン参照）に運営を委譲し、大阪府が「財団法人大阪府臨海・りんくうセンター」（現・財団法人大阪府タウン管理財団）を通じて運営資金として、りんくうゲートータワービルに今後10年間で約30億円（支出額は約34億円）を支払うこととしている。
ホテルマネージメントジャパンが、オフィスフロア部分にオリエンタルホテルの新ブランド「オリエンタルスイーツ エアポート 大阪りんくう」を2019年12月15日にオープン。同一ビル内に2つのホテルが併存することになり、同ビル内の大部分がホテルとして利用されていたが、2022年10月31日をもって営業を終了した。2023年2月23日からは後継ホテルとしてオディシススイーツ大阪オペレーションズ株式会社運営による「オディシススイーツ大阪エアポートホテル」が開業した。
なお、スターゲイトホテル関西エアポートは、2020年10月から「新龍国際（SiS International Holdings）」グループ企業となっている。

## 主な入居施設・テナント

### ホテル
- スターゲイトホテル関西エアポート - 「全日空ゲートタワーホテル大阪」の後継として2011年7月12日にオープン（1階～6階・28階～54階、358室）。
- オディシススイーツ大阪エアポートホテル - 「オリエンタルスイーツエアポート大阪りんくう」の後継として2023年2月23日オープン（1階・2階・15階・16階・19～24階・26階、258室）。

### その他
- 大阪りんくう国際会議場（RICCホール、コンベンションホール、コンベンションセンター）
- セントラルスポーツフィットネスクラブ
- 本家さぬきや - ビルテナント（25階）の居酒屋・レストラン
- 中国国際技術智力合作公司（上海） 日本支社

### 過去の入居施設・テナント
- 展望ホール「てんぼーるりんくう」

竣工当時より26階にあったが、入場者数が著しく低迷し採算割れの状態が長らく続いたため、ビル運営会社が変わる前日の2005年12月25日をもって閉鎖された。
- 全日空ゲートタワーホテル大阪 - 2011年6月30日閉館

24時間空港である関西国際空港の宿泊客を見込み、全日空ゲートタワーホテル大阪（ANA Gate Tower Hotel Osaka、略称ANA GTH）が核施設として1階 - 6階と28階 - 54階に入居していた。28階屋外では夏季限定でビアガーデン『スカイビアサロン・パティオ』を全日空ゲートタワーホテル大阪が開設し、地上高では日本一となる地上130mのビアガーデンとして売り出していた。
当時、一般人が入れる最上階である54階からの展望は、全日空ゲートタワーホテル大阪内のレストラン「スターゲイトMID AIR DINING & BAR（旧称スターゲート256）」かプライベートルーム（個室レストラン兼会議室）「ミッドエアースイート（旧カラオケ倶楽部256）」に入らないと不可能であった。
- オリエンタルスイーツ エアポート 大阪りんくう（オリエンタルホテルズ＆リゾーツ） - 2019年12月15日オープン（1階・2階・15階・16階・19階～24階・26階、258室）。オフィスフロアの一部をリノベーションしてホテルとして転用した[7]。2022年10月31日閉館。
- アリタリア航空会社 日本支社
- NHKりんくう文化センター
- 大阪府パスポートセンターりんくうタウン分室　- 2018年9月業務終了[8]
- 世界観光機関（UNWTO）アジア太平洋センター アジア太平洋事務所 - 2010年に大阪市のアジア太平洋トレードセンターに移転。のち、2012年に奈良市に再移転[9]。
- (一財)アジア太平洋観光交流センター（APTEC）　- UNWTO駐日事務所の業務支援等を目的に設立されたため、UNWTOと同時に移転[9]。

## アクセス
- JR関西空港線、南海空港線　「りんくうタウン駅」に直結